# Trop stylé
 (janvier 2012).
Si vous disposez d'ouvrages ou d'articles de référence ou si vous connaissez des sites web de qualité traitant du thème abordé ici, merci de compléter l'article en donnant les références utiles à sa vérifiabilité et en les liant à la section « Notes et références ».
Trop stylé est un one-man-show d'humour de Dany Boon créé en 2009.

## Fiche technique
- Textes : Dany Boon
- Mise en scène : Yaël Boon[note 1]

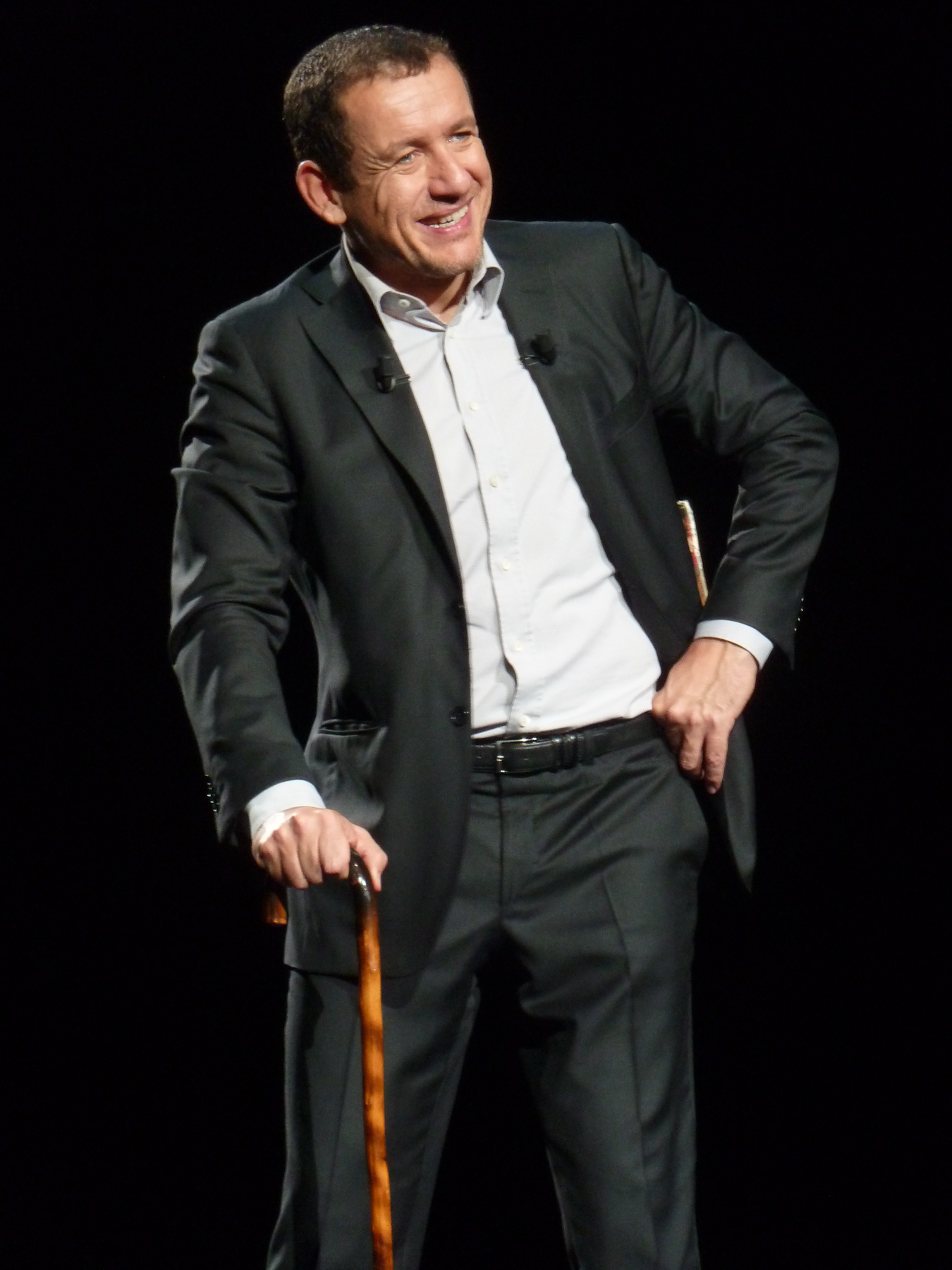
Dany Boon en représentation à L'Olympia, en 2011.

- Création lumières : Philippe Hamidou[note 2]

## Sketches
1. Intro chinoise
2. Contagieux
3. Le mur de Berlin y'est tombé...
4. Le conjoint est un loup pour le conjoint
5. La Berceuse de moman
6. Le Mec des chips
7. Combien elle pèse
8. Chansons de Raymond (3 chansons de Raymond Devos)
9. Il y a quelqu'un derrière (texte de Raymond Devos)
10. Tu t'es t'en allée
11. Les Inventions débiles
12. Mon médecin
13. Un peu d'humanité merde !
14. Tir aux lapins
15. La Poste
16. Final chinois
17. Grosse Danse